# Scott Sio
Scott T. Sio (Sydney, 16 ottobre 1991) è un rugbista a 15 australiano, pilone della franchise di Super Rugby dei Brumbies.

## Biografia
Già facente parte della squadra U-20 al mondiale di categoria 2011 in Italia, Sio debuttò in Super Rugby l'11 aprile dell'anno successivo con la franchise di Canberra dei Brumbies a Brisbane contro i Reds.
Con i Brumbies giunse nel 2013 alla finale di Super Rugby, venendo tuttavia sconfitto dai neozelandesi Chiefs.
Poche settimane più tardi esordì negli Wallabies nel corso del Championship contro la Nuova Zelanda; due anni più tardi, l'8 agosto 2015, disputò la sua prima partita da titolare, contro lo stesso avversario.
La partita, una vittoria per 27-19, diede all'Australia la vittoria nel Championship 2015.
Prese quindi parte alla Coppa del Mondo di rugby 2015, torneo in cui l'Australia fu finalista, sconfitta, ancora, dalla Nuova Zelanda.

## Palmarès
- Super Rugby AU: 1
Brumbies: 2020